# Кокетт, Джон
Джон Эшли Кокетт (англ. John Ashley Cockett; 23 декабря 1927, Бродстейрс, Кент — 16 февраля 2020, Фелстед, Восточная Англия) — английский и британский хоккеист на траве, полузащитник; крикетист. Бронзовый призёр летних Олимпийских игр 1952 года, участник летних Олимпийских игр 1956 года.

## Биография
Джон Кокетт родился 23 декабря 1927 года в британском городе Бродстерс.
Учился в Кембриджском университете, играл за его сборные по хоккею на траве и крикету. Впоследствии играл за хоккейный «Челмсфорд», по окончании карьеры был вице-президентом клуба.
В 1952 году вошёл в состав сборной Великобритании по хоккею на траве на летних Олимпийских играх в Хельсинки и завоевал бронзовую медаль. Играл на позиции полузащитника, провёл 3 матча, мячей не забивал.
В 1956 году вошёл в состав сборной Великобритании по хоккею на траве на летних Олимпийских играх в Мельбурне, занявшей 4-е место. Играл на позиции полузащитника, провёл 6 матчей, мячей не забивал.
В 1951—1958 годах провёл за сборную Англии по хоккею на траве 37 матчей, за сборную Великобритании — 18 матчей.
Покинув Кембридж, с 1951 года работал в школе Фелстед, преподавал математику, был тренером по крикету и хоккею на траве. В 1989 году ушёл на пенсию.
Жил в британской деревне Фелстед. Умер 16 февраля 2020 года во сне.

## Семья
Жена Хизер, вместе воспитали двоих сыновей и дочь.